# Trận Champion Hill
Trận Champion Hill là trận đánh quyết định trong chiến dịch Big Black River của tướng Ulysses S. Grant trên Mặt trận miền Tây của cuộc Nội chiến Hoa Kỳ, diễn ra vào ngày 16 tháng 5 năm 1863. Trong trận đánh này, quân đội Liên bang miền Bắc do Grant chỉ huy đã giành chiến thắng trước quân đội Liên minh miền Nam do tướng John C. Pemberton chỉ huy, dù bị thiệt hại không nhỏ. Thất bại này buộc Pemberton phải rút quân về Vicksburg và định đoạt cho số mệnh của Vicksburg.
Sau khi đánh bại quân miền Nam do tướng Joseph Johnston chỉ huy trong trận Jackson, Grant sai quân đoàn của tướng William T. Sherman cầm chân Johnston tại Jackson. Quân miền Nam không chỉ bị phân rẽ giữa Johnston Pemberton, mà lại còn mâu thuẫn về chiến lược: Johnston muốn Pemberton tiến quân về phía Bắc Mississippi để hội quân với lực lượng của ông. Tuy nhiên, Pemberton muốn lại gần Vicksburg để phòng vệ thành phố này. Grant đã cử hai quân đoàn khác của mình, dưới quyền James McPherson và John McClernand, tiến công Pemberton. Họ phát hiện ra quân miền Nam tại đồi Champion Hill nằm khoảng chính giữa Jackson và Vicksburg. Tại đây, quân đội miền Bắc đã tấn công quân đội miền Nam. Thế trận thường xoay chuyển, song sức kháng cự của quân miền Nam đã đuối dần. Cuối cùng, quân của Grant đã chiếm được Champion Hill, quân của Pemberton bị buộc phải triệt thoái và một sư đoàn bị cắt đứt hoàn toàn khỏi đội quân của ông.
Trận Champion Hill được xem là trận chiến khốc liệt nhất trong chiến Big Black River. Mặc dù quân miền Nam rút chạy trong hỗn loạn, sự rụt rè của McClernand đã khiến cho quân miền Nam không hoàn toàn bị tiêu diệt. Song, trận Champion Hill được xem là trận đánh quyết định của chiến tranh. Pemberton đã kéo quân về sông Big Black River, trước khi bị Grant đánh đuổi vào ngày hôm sau. Pemberton đã kéo quân về Vicksburg, và cuối cùng, cuộc vây hãm Vicksburg đã diễn ra trong suốt 6 tuần và kết thúc với sự thất thủ của Vicksburg.